# Ida Staafgård
Ida Staafgård, född 15 november 2003, är en svensk friidrottare (sprinter) och före detta gymnast. Staafgård tog brons på distansen 100 meter under Svenska mästerskapen i friidrott 2023. Året dessförinnan har hon med sin klubb Malmö AI tagit guld i stafett under stafett-SM på distansen 4x100 meter.
Ida Staafgård är dotter till den framgångsrika sprintern Maria Staafgård som vann flera SM-guld under 1990-talet. Ida Staafgård har även varit framgångsrik som gymnast, och vann tre SM-guld i gymnastik år 2019 i disciplinerna fristående, bom och hopp.